# FOXO6
FOXO6‏ (Forkhead box O6) هوَ بروتين يُشَفر بواسطة جين FOXO6 في الإنسان.